# Phronia appropinquata
Phronia appropinquata är en tvåvingeart som beskrevs av Gabriel Strobl 1901. Phronia appropinquata ingår i släktet Phronia och familjen svampmyggor. Inga underarter finns listade i Catalogue of Life.